# 韦尔内格
韦尔内格（法語：Vernègues，法語發音：[vɛʁnɛg]）是法国罗讷河口省的一个市镇，属于阿尔勒区。

## 地理
韦尔内格（43°41'9"N, 5°10'17"E）面积15.89 平方千米，位于法国普罗旺斯-阿尔卑斯-蓝色海岸大区罗讷河口省，该省份为法国东南部沿海省份，北起沃克吕兹省，西接加尔省，南濒地中海，东临瓦尔省。
与韦尔内格接壤的市镇（或旧市镇、城区）包括：阿兰斯、欧龙、沙勒瓦勒、朗贝斯克、马勒莫尔。

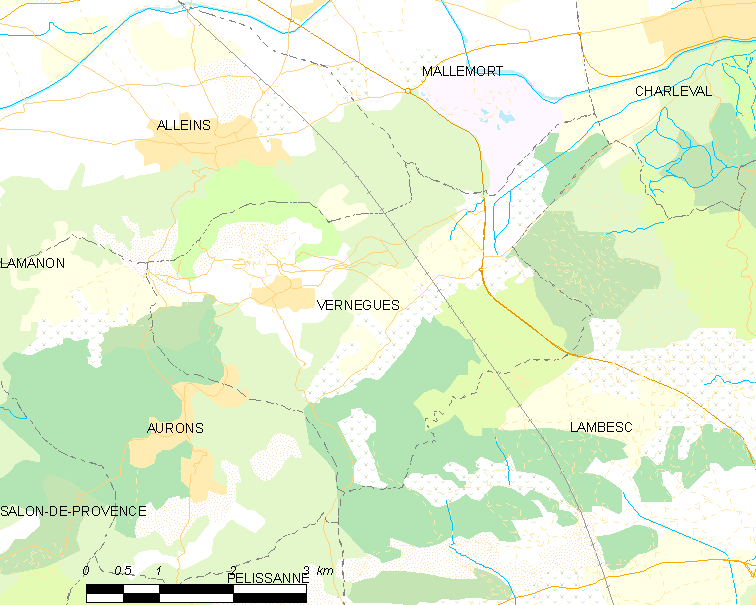
韦尔内格的OSM定位图

韦尔内格的时区为UTC+01:00、UTC+02:00（夏令时）。

## 行政
韦尔内格的邮政编码为13116，INSEE市镇编码为13115。

## 政治
韦尔内格所属的省级选区为佩利萨讷县。

## 人口

1962-2008年间韦尔内格人口变化图示

韦尔内格于2022年1月1日时的人口数量为2158人。